# 鄒開蓮
鄒開蓮（1965年5月29日—），女，曾任Yahoo!奇摩總經理、Oath亞太區董事總經理、Verizon Media 國際事業董事總經理、台灣世界展望會董事長。

## 簡歷
鄒開蓮籍貫四川江津，父親鄒弘達（1926年9月29日生），軍職至中華民國國防部物力司中將司長，1949年隨中華民國國軍陳慶堃永嘉軍艦至台灣，住在高雄左營的海軍眷村。鄒開蓮是家中的次女，是4個小孩中的老么，上有大她12歲的兄姊，其兄為森城建設負責人鄒開鑄，其姊是曾任匯豐電訊台灣區總經理的鄒開蒂。
鄒開蓮幼時就讀左營明德國小，由於與兄姊差距12歲，小學時兄姐已經在準備大學聯考，因此母親對她的管教不若兄姊嚴厲；但她自小就在班上擔任班長，長達六年。於私立道明中學畢業後，因父親升官，鄒家搬至台北市，她則考上了北一女，並曾擔任北一女儀隊隊員。北一女畢業後，她考上了國立台灣大學圖書管理學系，而她因為加入的社團是視聽社，與文化界及戲劇界有所接觸，大學時已經開始接電視節目或劇團演出通告。
大學畢業後，她赴美國波士頓大學攻讀大眾傳播碩士學位；進入奧美廣告擔任廣告AE（Account executive）；期間曾與飛碟唱片簽約，發行過一張合輯唱片《1989夏令營》，演唱單曲「愛你不對嗎」（後於伊能靜在1995年專輯《下大雨了春花開了》專輯翻唱）。
兩年後離開奧美廣告，她再赴美國西北大學凱洛管理學院修得MBA學位。返台後先至寶僑（P&G在台灣的分公司），後因華納唱片買下飛碟唱片，她被挖角過去擔任行銷經理；1995年，MTV在台灣開設中文台（現稱「MTV音樂頻道」），鄒又轉任該台總監；2000年被楊致遠挖角，擔任雅虎台灣的總經理；2007年她晉升為亞洲區董事，後為亞太區資深副總裁，2017年Oath併購Yahoo，鄒開蓮出任Oath 亞太區董事總經理。2021年8月就任台灣世界展望會董事長。

## 婚姻
鄒開蓮是虔誠的基督教徒，鄒開蓮的第一任婚姻是與司法院秘書長林錦芳的弟弟、蓮花國際創辦人林欽聖，於2001年9月結婚；後林欽聖藉由她的名氣涉嫌詐欺被通緝，兩人因而離婚。2005年，她與時任摩根大通台灣分公司董事長的胡德興再婚；2006年兩人生下一子。

## 出版作品
| 作品名稱                  | 出版時間   | 出版社   | ISBN               |
| ------------------------- | ---------- | -------- | ------------------ |
| 《親愛的別怕，勇敢說YES》 | 2023.03.29 | 天下雜誌 | ISBN 9789863988748 |

## 爭議
2008年，鄒開蓮與其他台灣數十名政商名流，利用低價購買靈骨塔塔位，再捐贈給台北縣石門鄉公所，以達到節稅目的；但鄒等人報稅時，卻將購入靈骨塔的金額高報五倍，已構成逃漏稅之事實。經檢方查獲後，眾人坦承犯行；經檢方裁定補足稅款及繳交罰鍰後，以緩起訴處分。